# Armada de Sudáfrica
La Armada de Sudáfrica, es la fuerza de guerra naval de la Fuerza de Defensa Nacional de Sudáfrica. La Armada sudafricana, se dedica principalmente a mantener operaciones navales militares convencionales, participar en operaciones de patrulla marítima contra la piratería, protección de la pesca, misiones de búsqueda y rescate (SAR), aplicación de la ley y cumplimiento del derecho marítimo, en beneficio de la nación de Sudáfrica y de sus aliados internacionales.
Actualmente, la Armada de Sudáfrica es una de las fuerzas navales más capaces del continente africano, y opera como una fuerza mixta de sofisticados buques de guerra de superficie, submarinos, buques patrulleros y embarcaciones auxiliares de flota, y cuenta con más de 7.000 efectivos, incluida una fuerza de desembarco e infantería naval.

## Equipamiento de la Armada de Sudáfrica

### Embarcaciones
| Clase                          | Imagen         | Tipo                                           | Origen             | Unidades       |
| Submarinos (3)                 | Submarinos (3) | Submarinos (3)                                 | Submarinos (3)     | Submarinos (3) |
| ------------------------------ | -------------- | ---------------------------------------------- | ------------------ | -------------- |
| Clase Heroine                  |                | Submarino de ataque armado con misiles guiados | Alemania           | 3              |
| Fragatas (4)                   |                |                                                |                    |                |
| Clase Valour                   |                | Fragata furtiva armada con misiles guiados     | Alemania Sudáfrica | 4              |
| Buques patrulleros (33)        |                |                                                |                    |                |
| Clase Warrior                  |                | Buque patrullero costero                       | Sudáfrica          | 3              |
| Clase Sa'ar 4                  |                | Lancha rápida de ataque                        | Sudáfrica Israel   | 1              |
| Buque patrullero clase T-Craft |                | Buque patrullero costero                       | Sudáfrica          | 3              |
| Clase Namacurra                |                | Patrullera portuaria                           | Sudáfrica          | 26             |
| Dragaminas (2)                 |                |                                                |                    |                |
| Clase River                    |                | Dragaminas                                     | Sudáfrica          | 2              |
| Barcos auxiliares (13)         |                |                                                |                    |                |
| Clase Drakensberg              |                | Buque de aprovisionamiento logístico           | Sudáfrica          | 1              |
| Clase Protea                   |                | Buque hidrográfico                             | Reino Unido        | 1              |
| Clase Nelson Mandela           |                | Buque hidrográfico                             | Sudáfrica          | 1              |
| Clase Damen ATD                |                | Remolcadores portuarios y costeros             | Sudáfrica          | 2              |
| Clase Damen Stan               |                | Remolcadores portuarios y costeros             | Sudáfrica          | 3              |
| Clase Lima                     |                | Lancha de desembarco                           | Sudáfrica          | 6              |

### Aviación naval
| Aeronave      | Imagen       | Origen       | Tipo                                      | Unidades     | Fabricante                 |
| Helicópteros  | Helicópteros | Helicópteros | Helicópteros                              | Helicópteros | Helicópteros               |
| ------------- | ------------ | ------------ | ----------------------------------------- | ------------ | -------------------------- |
| Westland Lynx |              | Reino Unido  | Guerra antisubmarinaGuerra antisuperficie | 4            | AgustaWestland             |
| Atlas Oryx    |              | Sudáfrica    | Helicóptero utilitario                    | 1            | Atlas Aircraft Corporation |

### Misiles y torpedos
| Misiles             | Misiles | Misiles   | Misiles               | Misiles          |
| ------------------- | ------- | --------- | --------------------- | ---------------- |
| Nombre              | Imagen  | Origen    | Tipo                  | Fabricante       |
| Exocet              |         | Francia   | Misil antibuque       | MBDA             |
| Umkhonto IR Block 2 |         | Sudáfrica | Misil superficie-aire | Denel Dynamics   |
| Torpedos            |         |           |                       |                  |
| SUT 264             |         | Alemania  | Torpedo               | Atlas Elektronik |

### Artillería naval y ametralladoras
| Artillería naval          | Artillería naval | Artillería naval | Artillería naval                   | Artillería naval      | Artillería naval |
| ------------------------- | ---------------- | ---------------- | ---------------------------------- | --------------------- | ---------------- |
| Nombre                    | Imagen           | Origen           | Tipo                               | Fabricante            | Calibre          |
| Cañón OTO Melara de 76 mm |                  | Italia           | Cañón automático                   | OTO Melara            | 76mm             |
| Cañón doble Denel de 35mm |                  | Sudáfrica        | CIWS                               | Denel                 | 35mm             |
| Denel Land Systems GI-2   |                  | Sudáfrica        | Cañón automático                   | Denel                 | 20mm             |
| Ametralladoras            |                  |                  |                                    |                       |                  |
| M2 Browning               |                  | Estados Unidos   | Ametralladora pesada               | General Dynamics      | 12.7mm           |
| Browning M1919            |                  | Estados Unidos   | Ametralladora de propósito general | Browning Arms Company | 7.62mm           |

### Sistemas de armamento a control remoto
| Sistema de armamento a control remoto | Sistema de armamento a control remoto | Sistema de armamento a control remoto | Sistema de armamento a control remoto | Sistema de armamento a control remoto | Sistema de armamento a control remoto |
| ------------------------------------- | ------------------------------------- | ------------------------------------- | ------------------------------------- | ------------------------------------- | ------------------------------------- |
| Nombre                                | Imagen                                | Origen                                | Tipo                                  | Fabricante                            | Calibre                               |
| Sea Rogue                             |                                       | Sudáfrica                             | Sistema de armamento a control remoto | Reutech Rogue                         | 12.7mm                                |

## Historia de la Armada Sudafricana

### Introducción
A lo largo de su historia, los buques y el personal de la marina sudafricana han participado en la Primera y Segunda Guerra Mundial, así como en la Guerra Fronteriza de Sudáfrica.  En la era posterior al régimen del apartheid, la Armada de Sudáfrica es una fiel aliada de las naciones de la Unión Africana.

### Inicios
Inicialmente, contaba con el apoyo de la Armada Real Británica, el primer surgimiento de una organización naval sudafricana, fue la creación de la Real División Sudafricana de Reserva de Voluntarios Navales en 1913, antes de convertirse en el Servicio Naval de la Unión Sudafricana, en 1922.

### Primera Guerra Mundial
Como parte del Imperio británico, Sudáfrica entró en guerra contra las Potencias Centrales, el 4 de agosto de 1914, a pesar de la importante oposición del pueblo afrikáner. Un total de 412 sudafricanos sirvieron en la reserva naval durante la Gran Guerra y 164 marineros se ofrecieron como voluntarios para servir en la Armada Real. Un oficial y ocho marineros sudafricanos murieron durante el transcurso de la guerra. Los marineros sudafricanos prestaron servicio en buques de guerra en aguas europeas y en el Mediterráneo, además de participar en las campañas terrestres en el África del Sudoeste alemana y en el África Oriental Alemana. Bajo la jurisdicción de la Armada Real, la reserva naval patrullaba las aguas sudafricanas a bordo de buques pesqueros reconvertidos, ayudando en la remoción de minas navales, en respuesta a las operaciones del crucero auxiliar alemán SMS Wolf en 1917, además de proteger la estratégica base naval de la Armada Real ubicada en Simon's Town.

### Años 1920
El 1 de abril de 1922 se formó el Servicio Naval Sudafricano (SANS), al que se le encomendó la protección de las aguas territoriales, el barrido de minas marinas y la hidrografía. Ese mismo año, el SANS encargó el buque hidrográfico de reconocimiento (barco sudafricano de Su Majestad) HMSAS Protea, un buque comisionado en 1922, dos buques arrastreros dragaminas reconvertidos: HMSAS Immortelle y HMSAS Sonneblom, y el buque escuela HMSAS General Botha.

### Segunda Guerra Mundial
En octubre de 1939, el Contralmirante Guy Halifax, un oficial retirado de la Armada Real Británica, que vivía en Sudáfrica, fue nombrado director del Servicio Naval de Sudáfrica, que más tarde pasó a llamarse Fuerza de Defensa Marítima, en enero de 1940. El Contralmirante Halifax, supervisó un programa industrial de conversión de buques balleneros y buques arrastreros de pesca, en barcos militares, más de 80 de estos barcos fueron la columna vertebral de las fuerzas navales sudafricanas en la Segunda Guerra Mundial. En las aguas sudafricanas, la Fuerza de defensa marítima, en asociación con la Armada Real Británica, aseguraron el control marítimo alrededor de la estratégica ruta marítima del Cabo y participaron principalmente en misiones de patrullaje costero, eliminación de minas navales, y operaciones de guerra antisubmarina, entre los años 1942 y 1945. Los buques de guerra sudafricanos, fueron desplegados en el teatro de operaciones del Mediterráneo, y posteriormente, en el Extremo Oriente. A partir de 1941, la Armada sudafricana escoltó a los convoyes aliados a lo largo de la costa norteafricana, asimismo, abasteció a las fuerzas aliadas, cercadas por el Afrika Korps del Mariscal de campo Erwin Rommel, en Tobruk, Libia. La Armada de Sudáfrica llevó a cabo operaciones de eliminación de minas, se enfrentó a buques enemigos y realizó tareas de salvamento marítimo. En 1942, surgió un servicio naval nacional unificado, la Fuerza Naval Sudafricana (SANF). Cuando la Segunda Guerra Mundial estaba llegando a su fin, la Armada Sudafricana recibió nuevos buques de guerra, tres fragatas de la clase Loch, procedentes de la Royal Navy. La Armada sudafricana fue desplegada en el Extremo Oriente bajo mando británico, posteriormente, la Armada sudafricana llevó a cabo varias operaciones para liberar el territorio controlado por el Imperio del Japón. En total, más de 10.000 marineros se ofrecieron como voluntarios para servir en la Armada de Sudáfrica durante la Segunda Guerra Mundial, 324 marinos perdieron la vida, mientras que 26 marinos fueron condecorados por acciones de batalla.

### Era posterior a la Segunda Guerra Mundial
Un año después del fin de las hostilidades, el 1 de mayo de 1946, las Fuerzas Navales Sudafricanas, se reconstituyeron como parte de la Fuerza de Defensa de la Unión, antes de emprender su cambio de nombre final en julio de 1951, cuando la SANF pasó a ser conocida oficialmente como Armada de Sudáfrica. El año 1948 fue un punto de inflexión, no sólo para Sudáfrica como país tras la victoria electoral del Partido Nacional, sino también para la dirección de la Marina. La influencia británica disminuyó y se redujo cada vez más en todo el servicio. En 1952, el prefijo de barco utilizado anteriormente de HMSAS (barco sudafricano de Su Majestad) cambió a simplemente SAS (barco sudafricano), en 1957, la Royal Navy transfirió el control de la base naval de Simon's Town a la Armada sudafricana, posteriormente, en 1959, la Corona de San Eduardo, que aparecía en la insignia de la gorra de la Armada y otras insignias, fueron reemplazadas por el León de Nassau del Escudo de armas de Sudáfrica. En los años inmediatos a la posguerra, la Armada sudafricana experimentó unos niveles significativos de expansión, a medida que la Royal Navy se deshizo de su excedente de material de guerra. En 1947, se adquirieron dos dragaminas excedentes de la clase Algerine en el Reino Unido, el HMSAS Bloemfontein (ex-HMS Rosamund) y el HMSAS Pietermaritzburg (ex-HMS Pelorus), así como la corbeta de la clase Flower HMS Rockrose, que se convirtió en el buque hidrográfico de reconocimiento HMSAS Protea, un buque comisionado en 1947. En 1950, Sudáfrica amplió aún más su capacidad naval, y compró un destructor británico de la clase W, el SAS Jan van Riebeeck (HMS Wessex). En 1952, la Armada sudafricana compró el SAS Simon van der Stel (HMS Whelp), y más tarde, la fragata antisubmarina Tipo 15 SAS Vrystaat (anteriormente el HMS Wrangler).
A principios de la década de 1960, la Armada de Sudáfrica era un servicio naval moderno y eficaz, optimizado para el combate naval convencional, junto con sus aliados internacionales occidentales. Entre los años 1962 y 1964, la Armada de Sudáfrica recibió tres fragatas Tipo 12M de fabricación británica que formaron la clase Presidente: SAS President Kruger, SAS President Steyn y SAS President Pretorius, respectivamente. La Armada sudafricana encargó tres submarinos de la clase Daphné a Francia en 1968 y desplegó submarinos por primera vez.
A principios de la década de 1970, la Armada de Sudáfrica operaba tres submarinos de clase Daphné: El SAS Maria van Riebeeck, un submarino encargado en 1970, el SAS Emily Hobhouse y el SAS Johanna van der Merwe, ambos submarinos entraron en servicio en 1971. Sin embargo, en la segunda mitad de la década de 1970, Sudáfrica enfrentó graves niveles de aislamiento y críticas internacionales. En 1973, la ONU calificó la segregación racial y el apartheid como un crimen contra la Humanidad, magnificado aún más por la brutal represión estatal y los posteriores encarcelamientos y asesinatos masivos, tras la masacre de Soweto en 1976, y tras la muerte del destacado activista anti-apartheid Steve Biko en 1977. Al año siguiente, un embargo de armas de la ONU, en vigor desde 1962, se volvió obligatorio. La consiguiente desinversión económica internacional en Sudáfrica se intensificó, lo que generó enormes tensiones sobre la economía sudafricana. Junto con estos graves problemas, las piedras angulares de la política exterior regional del país africano enfrentaron el colapso y una transformación completa con el fin del dominio portugués en Angola y Mozambique en 1975, y el acuerdo negociado en la Rodesia del Presidente Ian Smith para el fin del dominio de la minoría blanca en 1979. A medida que Sudáfrica se involucró cada vez más en la Guerra de la frontera en el África del Suroeste (la actual Namibia) y Angola, la Armada sudafricana comenzó a reajustar su perspectiva y organización internacionales anteriores. El entonces Ministro de Defensa sudafricano, Pieter Willem Botha, buscó con éxito conexiones militares con el estado sionista de Israel, y en 1974 se ordenaron nueve lanchas rápidas de ataque de la clase Sa'ar 4 armadas con misiles antibuque (buques de la clase Warrior al servicio de Sudáfrica). Tras el levantamiento de Soweto y el posterior embargo de armas obligatorio (Resolución 418 del Consejo de Seguridad de las Naciones Unidas), Sudáfrica había sido obligada a aceptar la cancelación de otra importante adquisición naval de dos nuevas corbetas francesas de la clase Drummond y dos submarinos de la clase Agosta procedentes de Francia.
En 1987, Sudáfrica encargó el buque de aprovisionamiento logístico SAS Drakensberg, diseñado y construido localmente en Durban, en la Provincia de KwaZulu-Natal. El buque de desembarco de la Armada sudafricana SAS Tafelberg, podía desplegar una fuerza de desembarco del tamaño de una compañía militar, seis lanchas de desembarco, dos helicópteros medianos, y estaba equipado con un pequeño hospital a bordo. A lo largo de la década de los ochenta, la Armada sudafricana continuó participando en la Guerra Fronteriza y llevando a cabo misiones de protección costera. La Armada de Sudáfrica mantuvo el control marítimo y brindó un valioso apoyo a las fuerzas terrestres sudafricanas. A finales de la década de 1980, la Armada sudafricana había perdido a sus principales buques de guerra antisuperficie, había reducido drásticamente su capacidad de guerra antisubmarina y antiaérea, y estaba prácticamente aislada internacionalmente. Las fuerzas de defensa sudafricanas sufrieron severos recortes presupuestarios y la terminación de un programa de construcción naval relativamente avanzado, para construir submarinos de fabricación nacional.
El buque de carga SAS Outeniqua, entró en servicio con la Armada de Sudáfrica, el 8 de junio de 1993. El buque se utilizaba principalmente para transportar vehículos militares y equipamiento pesado.

### Era post-apartheid
Tras la victoria del Congreso Nacional Africano (CNA) en las primeras elecciones democráticas libres celebradas en Sudáfrica en 1994, los buques de guerra extranjeros visitaron los puertos sudafricanos, los barcos procedían de países como Rusia, Polonia y Japón, países sin relaciones económicas anteriores con Sudáfrica. Había una necesidad urgente de reequipar a la marina y las fuerzas armadas sudafricanas, después del levantamiento de las sanciones de la era del apartheid. El nuevo gobierno sudafricano se comprometió a comprar equipo militar moderno para la Armada, esto hizo que la marina dejara de ser una  fuerza de aguas marrones, y pasó a ser marina de aguas verdes, contando con una importante capacidad de combate litoral. En 2001, se adquirió el diseño de la corbeta alemana MEKO 200 de propósito general, junto con cuatro helicópteros navales británicos Westland Lynx, y tres submarinos alemanes Tipo 209/1400 equipados con motores diésel. También fueron construidas tres lanchas patrulleras costeras T-Craft de construcción local. Al comenzar el siglo XXI, la Armada sudafricana alcanzó un nivel de poder marítimo similar al que había tenido durante las décadas de 1960 y 1970, y llevó a cabo exitosamente varias operaciones marítimas conjuntas con sus aliados internacionales.

## Infantería naval
El Cuerpo de Marines de Sudáfrica se estableció por primera vez como una subrama de la Armada en 1951 hasta 1955 y luego se reformó entre 1979 y 1990, en ambas ocasiones con el objetivo principal de proteger los puertos del país. Los marines también actuaron como infantería regular durante la guerra hasta 1988, además de realizar operaciones de contrainsurgencia dentro de Sudáfrica. Los marines tenían la capacidad de realizar desembarcos anfibios, operando desde los buques SAS Tafelberg y SAS Drakensberg, y se formó una compañía de élite, llamada Compañía Anfibia de Infantería de Marina (CAIM), para garantizar la capacidad de crear y defender una cabeza de playa, para desembarcar grandes fuerzas de tarea, junto con una pequeña unidad de reconocimiento especial de élite, entre los años 1983 y 1989. Los Marines se disolvieron el 18 de enero de 1990, tras una importante reestructuración de la Armada sudafricana, al final de la Guerra de la Frontera de Sudáfrica. En 2005, se tomó la decisión de crear una Fuerza Naval de Despliegue Rápido, para que Sudáfrica pudiera comprometerse más con las operaciones de mantenimiento de la paz en todo el continente africano, particularmente en la región de los Grandes Lagos de África. En 2006, esta fuerza se convirtió en el Escuadrón de Reacción Marítima (ERM). El Escuadrón de Reacción Marítima, proporciona capacidad anfibia, de buceo y de embarcaciones pequeñas a la Armada, desplegando personal de la Armada Sudafricana entrenado en infantería de marina, en diversas funciones de mantenimiento de la paz dentro del continente africano, además de ayudar en las operaciones de abordaje en alta mar, y repartir ayuda humanitaria en casos de desastre.